# Pergamo (mitologia)
Pergamo (in greco classico: Πέργαμος, "acropoli, parte alta di un abitato", cfr. l'uso omerico di chiamare così la parte alta di Troia) è una figura della mitologia greca, figlio di Neottolemo e Andromaca. Strinse una grande amicizia col giovane re misio Grino, laddove i loro rispettivi padri, Neottolemo ed Euripilo, si erano scontrati nella guerra di Troia.

## Il mito

### Origini
Neottolemo fu figlio di Achille e della principessa Deidamia, figlia del re Licomede. Nato dopo la partenza del padre per la guerra di Troia, Neottolemo fu allevato dal nonno. Dopo la morte di Achille e la cattura dell'indovino Eleno, gli Achei seppero da quest'ultimo che la città non sarebbe mai caduta se Neottolemo non fosse venuto a combattere in mezzo a loro. Inviarono dunque un'ambasciata, composta da Ulisse, Fenice e Diomede, a cercare Neottolemo a Sciro. Licomede s'oppose alla partenza del giovane; ma questi, fedele alla tradizione paterna, seguì gli ambasciatori greci. Davanti a Troia, citato nell'Eneide, dove è perfino protagonista nel II canto, Neottolemo compì numerose imprese: uccise in particolare Euripilo, figlio di Telefo e, per la gioia, inventò una danza guerriera che portava il suo nome, la pirrica.
Vinto il conflitto in Troade nel bottino di guerra Neottolemo ottenne Andromaca, vedova di Ettore che divenne la concubina di quest'ultimo. Al ritorno in Grecia Menelao gli diede in sposa la figlia Ermione. Si trasferì quindi in Epiro (nella tradizione omerica si trasferì in Ftiotide), dove ebbe da Andromaca i figli Molosso, Pielo e Pergamo. Ermione tuttavia mal sopportava la presenza di Andromaca e con la complicità di Oreste uccise Neottolemo. Un'altra versione ancora dice che egli venne ucciso dai sacerdoti di Delfi, fra cui Machereo, sotto responso della Pizia: Apollo prolungava così la sua collera contro la famiglia di Achille.

### Imprese
Raggiunta la maggiore età, il giovane abbandonò la sua terra natia ed emigrò in Teutrania (Asia Minore, Misia), alle foci del fiume Caico, e là, avendo sconfitto in singolar tenzone un certo Areio, re di quella terra, ne conquistò il regno, dedicando un monumento alla memoria di sua madre. Secondo Pausania il Periegeta divenne così il fondatore e l'eponimo della città asiatica di Pergamo. Una tradizione diversa vuole Pergamo fondata da Grino, figlio di Euripilo, che avrebbe chiamato in suo aiuto l'eroe per scacciare i vicini che reclamavano il trono di Misia, e lo avrebbe onorato intitolando a lui la città.

### Fonti
- Angela Cerinotti, Miti dell'antica Grecia e di Roma Antica, Verona, Demetra, 1998, ISBN 978-88-440-0721-8.